# Michel Bouquet (peintre)
Pour les articles homonymes, voir Michel Bouquet (homonymie) et Bouquet.
 (mars 2021).
Michel Bouquet, né le 17 octobre 1807 à Lorient et mort le 18 janvier 1890 à Paris, est un peintre et céramiste français.

## Biographie
Vers 1830, Michel Bouquet fréquente la Société philotechnique de Lorient qui regroupe peintres et écrivains. Élève de Théodore Gudin, il commence à peindre des marines et débute au Salon de 1835, avec une Vue prise à Lorient. Il s'adonne ensuite à la peinture du paysage proprement dit, choisissant de préférence ses vues en Bretagne, et il remporte une médaille de 3e classe en 1839. Après cette exposition, il se décide, comme beaucoup d'autres jeunes artistes de son temps qu'avaient séduits les œuvres de Decamps et de Prosper Marilhat, à faire un voyage en Orient. Il visite successivement la Sicile, la Grèce, l'Asie Mineure, Constantinople, la Moldo-Valachie, la Hongrie, l'Algérie, et rapporte de ces divers pays des croquis d'après lesquels il a exécuté des tableaux à l'huile et des pastels qui ont été très remarqués.
Bouquet a parcouru aussi l'Écosse, dont il a exposé des vues au pastel en 1850. Il n'avait pas renoncé, d'ailleurs, à représenter les sites de sa province natale. En 1845, il fut chargé par le ministre de l'Intérieur de peindre la Vue de Lorient et, de 1853 à 1856, il n'a guère exposé que des paysages bretons ou normands. Il a obtenu des médailles de 2e classe aux Salons de 1847 et de 1848. Il réussit particulièrement à saisir les impressions fugitives de la nature, les accidents éphémères de lumière et d'ombre. Son art de l'ébauche rend bien la transparence des eaux, la légèreté des ciels, la fraîcheur de la verdure. Coloriste brillant, il s'est surtout distingué comme pastelliste. 
Michel Bouquet a publié des recueils de lithographies, entre autres un album de douze planches représentant des vues prises dans les principautés danubiennes (Paris, 1840) et deux ouvrages sur l'Écosse, dont l'un, The Tourist's Ramble in the Highlands, est paru à Londres en 1850, et l'autre à Paris en 1852. Il a adressé en outre à L'Illustration plusieurs dessins et quatre lettres sur l'Écosse. 
Il réalise des céramiques en faïence émaillée figurant des paysages, des marines et des décorations diverses. Plusieurs de ces faïences ont figuré avec succès aux Salons de 1863, 1864, 1865 et 1866, et aux expositions des beaux-arts appliqués à l'industrie. Parmi ses collectionneurs, on peut citer le duc de Montebello, à Paris.
Vers 1860, il s'installe à Roscoff après avoir vécu quelque temps au château de Kérouzéré. Très lié à Tristan Corbière et à sa famille qui résidait à Roscoff, il fit beaucoup pour faire connaître Roscoff comme lieu de villégiature à une époque où le tourisme naissait. La place de l'église porta quelque temps son nom. Il attira amis et élèves à partir de 1876 sur le site de Keremma.

## Œuvres
- Vue prise à Lorient, 1835.

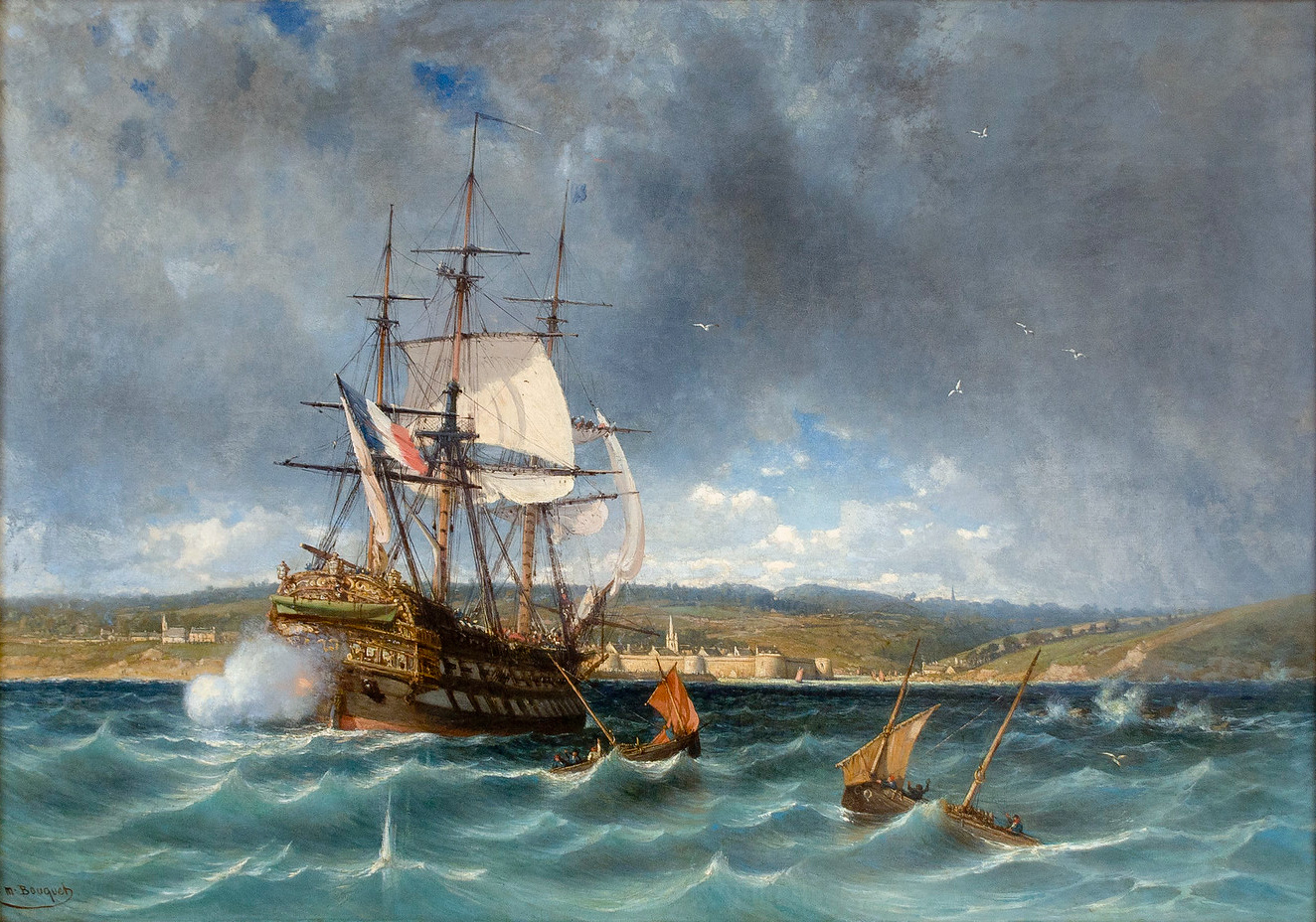
Le “Vétéran” entrant à Concarneau (vers 1861), musée des Beaux-Arts de Brest.

- Petite mosquée d'Ourlac (près de Smyrne), Salon de 1841.
- Vue de Monreale (en Sicile), Salon de 1841.
- Album valaque. Vues et costumes pittoresques de la Valachie, dessinés d'après nature par Michel Bouquet et lithographiés par Eugène Cicéri, Férogio et Michel Bouquet, Paris, chez Goupil et Vibert, 1843. Album de 12 planches lithographiées en deux tons.
- Vue de la rade de Smyrne, pastel, Salon de 1844.
- Souvenir du cap Sunium, pastel, Salon de 1844.
- Soleil couchant sur les hauteurs du Bosphore, pastel, Salon de 1844.
- Vue de Jassy, 1845.
- Vue de Lorient, 1845.
- Portes-de-Fer (en Algérie), 1846.
- Vue prise aux environs de Palerne, pastel, 1847.
- Bords du Danube, pastel, 1847.
- Soir dans les steppes de la Moldo-Valachie, 1848.
- Rue de Nicomédie, 1857.
- Le “Vétéran” entrant à Concarneau en 1806, vers 1861, huile sur toile, 82,3 × 117,2 cm, musée des Beaux-Arts de Brest[1].
- Sous la neige, peinture sur faïence, 1869, Les Pêcheries, musée de Fécamp
- Sur la tamise, peinture sur faïence, 1873, Les Pêcheries, musée de Fécamp
- Un matin en Bretagne, peinture sur faïence, avant 1880, Les Pêcheries, musée de Fécamp